# Nordgau
El Nordgau (lit. Condado del Norte) fue un antiguo condado medieval de Alsacia (Gaugrafschaft).

## Historia
Antes de Clodoveo I, a finales del siglo V, el territorio que formaría Alsacia comprendía la parte alta y meridional (Pagus meridionalis), al sur, en la Galia Lugdunense, país de los sécuanos, que se convertiría en el Sundgau o Alta Alsacia; mientras que la parte baja y septentrional (Pagus septentrionalis) formaría el Nordgau o Baja Alsacia, territorio de los Mediomátricos y parte de la Germania Magna. 
Sin embargo, debe distinguirse de la Marca del Nordgau, en Baviera, que es reemplazada en el siglo XI por el obispado de Bamberg.
El condado Nordgau se dividía en tres cantones principales: el país de Kircheim, el país de Haguenau y el Wasgau (Wasgovia): 
1. El país de Kircheim (Pagus Troningorum), mencionado en un diploma de Dagoberto II, que se extendía desde Schlettstadt hasta el río Sauer. Tomaba su nombre del castillo de Kircheim. cuyas ruinas todavía pueden verse cerca de Marlenheim. Dagoberto II tenía allí su residencia habitual. Los lugares importantes son:
- Strateburgum: debe su fundación a los hijos o nietos de Clodoveo I, que la construyeron cerca de la orilla del Ill, cerca de las ruinas de la antigua Argentorate, que se había convertido en un lugar deshabitado. La situación de la nueva villa sobre el camino militar de los romanos le da el nombre de Strassburg, es decir, ciudad de los caminos. Algunos reyes de Austrasia residían aquí, donde tenían un palacio. Fue dentro de la antigua muralla, y en un lugar donde no había viviendas, que se fundó la iglesia de San Esteban (Stephanskirche o Église Saint-Étienne), construida sobre las ruinas de la antigua ciudad. Se hace mención a esta iglesia en la partición del Reino de Lotario, en 870.

- Marilegium, entre Estrasburgo y Saverne, fue uno de los más bellos palacios de los reyes de Austrasia. Gregorio de Tours menciona que fue aquí donde Childeberto II erigió a su hijo Teoderico II en rey de Borgoña.
- Herinstein, a orillas del río Ill, uno de los palacios de Luis el Piadoso. Ermengarda, de la familia de los Eticónidas, y esposa del emperador Lotario I, funda hacia el año 840 una desaparecida abadía benedictina.
- Sclatistat, también tenía un palacio de los reyes Carolingios. Carlomagno celebra allí el día de Navidad en 775. Carlos el Gordo lo usaba a veces de morada.
- Novientum, o Apri monasterium, entre Schlettstadt y Benfeld, abadía fundada en el año 667 por Eticho, duque de Alsacia, cuya familia poseía vastos dominios.
- Hohenburg, antiguo castillo construido en la cima de una montaña entre los ríos Andlau y Ehn (Ergers). Eticho lo cede a su hija Odilia, que funda allí un monasterio hacia fines del siglo VII. La misma santa hace construir en el valle otra abadía, denominada por su ubicación Nieder-Münster.
- Haslach, cerca del arroyo del mismo nombre, antigua abadía fundada en 687 por Florentius, obispo de Estrasburgo. Durante mucho tiempo fue una Colegiata.
- Andlavia, monasterio fundado hacia el año 880. Fue un Capítulo de canonesas nobles, cuya abadesa era princesa del Sacro Imperio.
- Altdorf, cerca de Molsheim, monasterio fundado hacia 966 por los ancestros de Bruno, obispo de Toul, después Papa León IX.
- Bischen, mencionada en un diploma de Dagoberto II.

2. El país de Haguenau (Pagus Hagenouua): situado entre los ríos Moder y Sauer, sus grandes bosques estaban habitados por eremitas que le dieron el nombre de Bosque Santo (Heiliger Forst). Los principales lugares son:
- Hagenoia, en su origen era un lugar rodeado de heno, significado de su nombre. El emperador Federico Barbarroja cerca la ciudad con una muralla en 1164 y hace construir un palacio. Custodiaba las joyas imperiales, la corona, el cetro, el orbe de oro y la espada de Carlomagno.

- Saloissa, cerca del Rin. Tenía un palacio de los reyes de Austrasia y un monasterio, fundado en 987 por la emperatriz Adelaida, esposa de Otón el Grande.
- Suraburgum, monasterio fundado por Dagoberto II.
- Biblisheim, abadía de Santa Walburga, fundada alrededor del año 1074 por Dietrich von Mömpelgard, cuya hija fue la primera abadesa.

3. El Wasgau (das Wasgau): se extiende a la derecha de los Vosgos desde Saverne hasta Wissembourg. Los lugares importantes son:
- Zabarna, este lugar dependía en el siglo X del obispo de Metz. Más tarde cae en poder de los obispos de Estrasburgo, que poseen allí un magnífico palacio.
- Neovillare, abadía fundada alrededor del año 730 por un obispo de Metz, luego una iglesia colegial.
- Cella Leobardi, fundada por San Leobardo a mediados del siglo VII. Poco después fue nombrada Maursmünster por el nombre de Maurus, que fue el quinto abad.
- Dagsburg, antiguo castillo situado cerca de las fuentes del río Sauer en los Vosgos. Era la cabecera de un condado que cayó bajo la administración de la familia noble de los Eticónidas cuando Heilwig von Dagsburg, heredera del territorio, lo llevó por matrimonio a Hugo IV de Nordgau, conde de Egisheim. Los Eticónidas se extinguieron en 1225. Gertrud von Dagsburg, último miembro de la familia, dejó once castillos y el Vogtei nueve monasterios. En el reparto, las posesiones en las cercanías de Dagsburg terminaron en la Casa de Leiningen en 1241. Otra parte de la herencia fue a la Casa de Zähringen, que cedió parte de sus derechos al obispo de Estrasburgo, con quien tenían disputas territoriales.

En la época de los reyes merovingios el Nordgau pertenecía al reino de Austrasia. Bajo Carlomagno las dos provincias de Alsacia (Nordgau y Sundgau) se unieron para formar bajo Lotario el ducado llamado ducatus Hélisatiorum. El condado del Sundgau o Landgraviato de la Alta Alsacia cayó en manos de la Casa de Habsburgo; el condado del Nordgau, transformado en Landgraviato de la Baja Alsacia, tuvo sus gobernantes laicos hasta 1359, cuando pasó al dominio de los obispos de Estrasburgo.